# Macrosiphoniella sanborni
Macrosiphoniella sanborni är en insektsart som först beskrevs av David D. Gillette 1908.  Macrosiphoniella sanborni ingår i släktet Macrosiphoniella och familjen långrörsbladlöss. Arten är reproducerande i Sverige. Inga underarter finns listade i Catalogue of Life.

## Bildgalleri

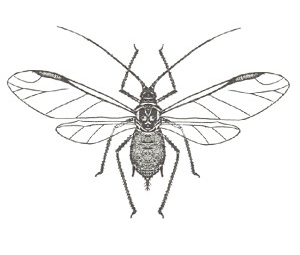